# Ерелиева
Ерелиева-Овзебия (на латински: Hereleuvae – Eusebia; * пр. 440; † 500) e майка на Теодорих Велики.

## Биография
Името ѝ произхожда от протогерманската дума erilaz (магьосница). Тя живее в ненапълно признат брак с остготския крал Тиудимир и е негова конкубина. Въпреки това тя има право да носи титлата и ранга кралица и синът ѝ е признат за наследник.
През 454 г. тя ражда Теодорих. († 26 август 526). Има и дъщеря, Амалафрида († 526), която през 500 г. се омъжва за Тразамунд крал на вандалите († 6 май 523).
Тя е от готски произход и католичка. При кръщението си получава името Евсебия, което обаче не употребява. Папата Геласий I се обръща в писма до нея с Hereleuvae.